# Pozzolan
Puzolan là một loại vật liệu dùng trong ngành xây dựng. Loại vật liệu này đã được người Ý sử dụng trong ngành xây dựng trong thời kỳ La Mã cổ đại tại vùng Puzuoli ở Italia, và tên vật liệu này được đặt theo tên địa danh này. 
Pozzolan là một vật liệu mà khi kết hợp với calci hydroxide thì tạo thành hợp chất có tính chất xi măng. Pozzolan thường được sử dụng như là một vật liệu bổ sung (thuật ngữ kỹ thuật trong tiếng Anh là "concrete extender") cho xi măng Portland để tăng độ bền lâu dài và tăng cường các đặc tính vật liệu khác của bê tông xi măng Portland, và trong một số trường hợp, giảm giá thành bê tông.
Phân loại: Theo nguồn gốc được phân làm hai loại: pozulan tự nhiên và pozulan nhân tạo; Pozzulan tự nhiên  là sản phẩm của các quá trình hoạt động địa chất nội sinh và ngoại sinh như: tro, tuf, thủy tinh núi lửa, điatomit, trepel, opoka và một số sản phẩm có nguồn gốc biến chất hoặc phong hoá khác; pozulan nhân tạo  là những loại nguyên liệu sau khi đã được xử lý kỹ thuật thích hợp sẽ có đủ tính chất đặc trưng của puzolan như: tro bay, muội silic, xỉ than, gạch nung nhẹ lửa, vv...
Phản ứng Pozzolan:
2SiO2 + 3Ca(OH)2 → 3CaO.2SiO2